# ショーモン (オート＝マルヌ県)
ショーモン（ショモン）(Chaumont)はフランス中央部、グラン・テスト地域圏の都市である。オート＝マルヌ県の県庁所在地。

## 地理
街はマルヌ川沿いに位置している。パリとバーゼルを結ぶ鉄道路線上にあり、1856年に建てられた長さ600mのショーモン高架橋がある。

## 姉妹都市
- オーストカンプ、ベルギー
- バート・ナイハイム、ドイツ
- イヴレア、イタリア
- アシュトン・アンダー・ライン、イギリス
- サン、マリ共和国